# کوماروف گورنه
کوماروف گورنه (به لهستانی:  Komarów Górny) یک روستا در لهستان است که در گمینا کوماروو-اوسادا واقع شده‌است. کوماروف گورنه  ۲۵ نفر جمعیت دارد و ۲۸۵ متر بالاتر از سطح دریا واقع شده‌است.